# Дэбарк
Дэбарк (амх. ደባርቅ) — город, расположенный на севере Эфиопии в 90 км (56 миль) к северу от Гондэра.

## История
Дэбарк вырос на торговой дороге из Гондэра в Массауа; французский исследователь Антуан Томсон д’Аббади в 1840-х годах в своей книге «Geodesie d’Ethiopie» называет Дэбарк одной из остановок на этом пути. Британец Ричард Панкхёрст в начале XIX века отмечал, что рынок Дэбарка являлся одним из важнейших во всей Эфиопии; в 1830-х годах выручка от сбора налогов с него составляла порядка 3000 талеров Марии Терезии.

## Население
В соответствии с данными переписи, проведённой Центральным статистическим агентством Эфиопии в 2007 году, население Дэбарка составляло 20 839 человек, среди которых 9420 мужчин и 11 419 женщин.